# Henry Woodward
Henry Bolingbroke Woodward (Norwich, 24 november 1832 - 6 september 1921) was een Brits geoloog en paleontoloog. Zijn belangrijkste werk handelt over fossiele kreeftachtigen (Crustacea) en andere geleedpotigen.

## Biografie
Zijn vader Samuel Woodward, die stierf toen Henry zes jaar was, was een bekend antiquair en geoloog. Zijn oudere broer Samuel Pickworth Woodward was hoogleraar natuurhistorie in Cirencester en werd in 1848 assistent in de afdeling geologie van het British Museum. Henry verkreeg tien jaar later, in 1858,  dezelfde aanstelling. Van 1880 tot 1901 was hij het hoofd van de afdeling geologie.
Hij richtte in 1864 samen met T. Rupert Jones het Geological Magazine op. Hij fungeerde aanvankelijk als assistent van Jones maar van juli 1865 tot  eind 1918 was hij de enige eindredacteur van het tijdschrift. In 1864 werd hij ook verkozen tot Fellow van de Geological Society. In 1894-1896 was hij voorzitter van dit genootschap. In 1906 kreeg hij de Wollaston Medal van de Society. Woodward was ook lid van de Palaeontographical Society en van 1895 tot zijn dood was hij hiervan de voorzitter. Hij volgde in die hoedanigheid Thomas Henry Huxley op.
In 1873 werd hij verkozen tot Fellow of the Royal Society en in 1878 kreeg hij een eredoctoraat van de universiteit van St. Andrews.
Woodward beschreef talrijke fossielen die het British Museum of Natural History verwierf, en veel van die beschrijvingen verschenen in het Geological Magazine.
Henry Woodward had twee zonen en vijf dochters. Beide zonen stierven voordat Henry overleed. De oudste, Harry P. Woodward was eveneens een geoloog die werkte in Australië, en Martin F. Woodward was een beloftevolle zoöloog. Enkele van zijn dochters werden bekend als illustrator. Gertrude M. Woodward en Alice B. Woodward verzorgden de illustraties voor wetenschappelijke publicaties, van hun vader maar ook van anderen. Alice is vooral bekend voor haar illustraties van kinderboeken.

## Enkele werken
- A Catalogue of British Fossil Crustacea, with their Synonyms and the Range in Time of each Genus and Order. Londen, 1877. online tekst
- A Monograph of the British Palaeozoic Phyllopoda (in samenwerking met T. Rupert Jones). Londen, 1888-1899. online tekst
- A Monograph of the British Fossil Crustacea, belonging to the Order Merostomata. Londen, 1866-1878. online tekst